# Svjetsko prvenstvo u motociklizmu 1991. – 500cc
Svjetsko prvenstvo u motociklizmu u klasi 500cc za 1991. godinu je drugi put zaredom osvojio američki vozač Wayne Rainey na motociklu Yamaha YZR500 u momčadi Marlboro Team Roberts. 

## Raspored utrka i osvajači postolja
1991. godine je bilo na rasporedu 15 trkačih vikenda Svjetskog prvenstva i na svima su vožene utrke u klasi 500cc.
| rb | datum              | staza                      | utrka           | službeni naziv utrke                              | pole poz.      | motocikl | naj.krug       | motocikl | pobjednik      | motocikl | drugoplasirani | motocikl | trećeplasirani | motocikl | izvj.                                                            |
| -- | ------------------ | -------------------------- | --------------- | ------------------------------------------------- | -------------- | -------- | -------------- | -------- | -------------- | -------- | -------------- | -------- | -------------- | -------- | ---------------------------------------------------------------- |
| 1  | 24. ožujka 1991.   | Suzuka                     | VN Japana       | Kibun Japanese Grand Prix Suzuka 1991             | Kevin Schwantz | Suzuki   | John Kocinski  | Yamaha   | Kevin Schwantz | Suzuki   | Michael Doohan | Honda    | Wayne Rainey   | Yamaha   | [ 1 ] [ 2 ] [ 3 ] [ 4 ] [ 5 ] [ 6 ] [ 7 ] [ 8 ] [ 9 ] [ 10 ]     |
| 2  | 7. travnja 1991.   | Eastern Creek              | VN Australije   | 1991 Tooheys Australian Motorcycle Grand Prix     | Wayne Rainey   | Yamaha   | Wayne Rainey   | Yamaha   | Wayne Rainey   | Yamaha   | Michael Doohan | Honda    | John Kocinski  | Yamaha   | [ 1 ] [ 2 ] [ 3 ] [ 4 ] [ 5 ] [ 11 ] [ 12 ] [ 13 ] [ 14 ]        |
| 3  | 21. travnja 1991.  | Laguna Seca                | VN SAD-a        | 1991 United States International Grand Prix       | Wayne Rainey   | Yamaha   | Wayne Rainey   | Yamaha   | Wayne Rainey   | Yamaha   | Michael Doohan | Honda    | Kevin Schwantz | Suzuki   | [ 1 ] [ 2 ] [ 3 ] [ 4 ] [ 5 ] [ 15 ] [ 16 ] [ 17 ] [ 18 ]        |
| 4  | 12. svibnja 1991.  | Jerez                      | VN Španjolske   | XLI Gran Premio de España                         | Wayne Rainey   | Yamaha   | Wayne Rainey   | Yamaha   | Michael Doohan | Honda    | John Kocinski  | Yamaha   | Wayne Rainey   | Yamaha   | [ 1 ] [ 2 ] [ 3 ] [ 4 ] [ 5 ] [ 19 ] [ 20 ] [ 21 ] [ 22 ]        |
| 5  | 19. svibnja 1991.  | Misano (Santamonica)       | VN Italije      | Gran Premio d'Italia                              | Wayne Rainey   | Yamaha   | Wayne Rainey   | Yamaha   | Michael Doohan | Honda    | John Kocinski  | Yamaha   | Eddie Lawson   | Cagiva   | [ 1 ] [ 2 ] [ 3 ] [ 4 ] [ 5 ] [ 23 ] [ 24 ] [ 25 ] [ 26 ] [ 27 ] |
| 6  | 26. svibnja 1991.  | Hockenheimring             | VN Njemačke     | Großer Preis von Deutschland für Motorräder       | Michael Doohan | Honda    | Kevin Schwantz | Suzuki   | Kevin Schwantz | Suzuki   | Wayne Rainey   | Yamaha   | Michael Doohan | Honda    | [ 1 ] [ 2 ] [ 3 ] [ 4 ] [ 5 ] [ 28 ] [ 29 ] [ 30 ]               |
| 7  | 9. lipnja 1991.    | Salzburgring               | VN Austrije     | Großer Preis von Österreich                       | Michael Doohan | Honda    | Wayne Rainey   | Yamaha   | Michael Doohan | Honda    | Wayne Rainey   | Yamaha   | Kevin Schwantz | Suzuki   | [ 1 ] [ 2 ] [ 3 ] [ 4 ] [ 5 ] [ 31 ] [ 32 ] [ 33 ] [ 34 ] [ 35 ] |
| 8  | 16. lipnaj 1990.   | Jarama                     | VN Europe       | Gran Premio de Europa 1991 G.P. Yugoslavia        | Kevin Schwantz | Suzuki   | Wayne Rainey   | Yamaha   | Wayne Rainey   | Yamaha   | Michael Doohan | Honda    | Wayne Gardner  | Honda    | [ 1 ] [ 2 ] [ 3 ] [ 4 ] [ 5 ] [ 36 ] [ 37 ] [ 38 ] [ 39 ]        |
| 9  | 29. lipnja 1991.   | Assen                      | VN Nizozemske   | 61e Dutch TT - Grote Prijs van Nederland der KNMV | Kevin Schwantz | Suzuki   | Kevin Schwantz | Suzuki   | Kevin Schwantz | Suzuki   | Wayne Rainey   | Yamaha   | Wayne Gardner  | Honda    | [ 1 ] [ 2 ] [ 3 ] [ 4 ] [ 5 ] [ 40 ] [ 41 ] [ 42 ]               |
| 10 | 21. srpnja 1991.   | Paul Ricard (Le Castellet) | VN Francuske    | Grand Prix de France                              | Wayne Rainey   | Yamaha   | Wayne Rainey   | Yamaha   | Wayne Rainey   | Yamaha   | Michael Doohan | Honda    | Eddie Lawson   | Cagiva   | [ 1 ] [ 2 ] [ 3 ] [ 4 ] [ 5 ] [ 43 ] [ 44 ] [ 45 ]               |
| 11 | 4. kolovoza 1991.  | Donnington Park            | VN Britanije    | Shell British Motorcycle Grand Prix               | Kevin Schwantz | Suzuki   | Kevin Schwantz | Suzuki   | Kevin Schwantz | Suzuki   | Wayne Rainey   | Yamaha   | Michael Doohan | Honda    | [ 1 ] [ 2 ] [ 3 ] [ 4 ] [ 5 ] [ 46 ] [ 47 ] [ 48 ]               |
| 12 | 18. kolovoza 1991. | Mugello                    | VN San Marina   | Gran Premio di San Marino                         | Kevin Schwantz | Suzuki   | Kevin Schwantz | Suzuki   | Wayne Rainey   | Yamaha   | Kevin Schwantz | Suzuki   | Michael Doohan | Honda    | [ 1 ] [ 2 ] [ 3 ] [ 4 ] [ 5 ] [ 49 ] [ 50 ] [ 51 ]               |
| 13 | 25. kolovoza 1991. | Brno                       | VN Čehoslovačke | Grand Prix Brno - ČSFR                            | Wayne Rainey   | Yamaha   | Wayne Rainey   | Yamaha   | Wayne Rainey   | Yamaha   | Michael Doohan | Honda    | John Kocinski  | Yamaha   | [ 1 ] [ 2 ] [ 3 ] [ 4 ] [ 5 ] [ 52 ] [ 53 ] [ 54 ]               |
| 14 | 8. rujna 1991.     | Le Mans - Bugatti          | Vitesse du Mans | Grand Prix Vitesse Du Mans                        | John Kocinski  | Yamaha   | Michael Doohan | Honda    | Kevin Schwantz | Suzuki   | Michael Doohan | Honda    | Wayne Rainey   | Yamaha   | [ 1 ] [ 2 ] [ 3 ] [ 4 ] [ 5 ] [ 55 ] [ 56 ] [ 57 ] [ 58 ]        |
| 15 | 29. rujna 1991.    | Shah Alam                  | VN Malezije     | Lucky Strike Malaysia Grand Prix                  | John Kocinski  | Yamaha   | John Kocinski  | Yamaha   | John Kocinski  | Yamaha   | Wayne Gardner  | Honda    | Michael Doohan | Honda    | [ 1 ] [ 2 ] [ 3 ] [ 4 ] [ 5 ] [ 59 ] [ 60 ] [ 61 ] [ 62 ]        |

VN Jugoslavije na stazi Grobnik – otkazana radi nestabilne političke situacije i početka rata u Jugoslaviji 

VN Europe – održana kao zamjena za VN Jugoslavije 

VN Nizozemske - također navedena kao Dutch TT 

VN Britanije - također navedena kao VN Velike Britanije 

VN Brazila - bila u kalendaru, ali otkazana 

Vitesse du Mans – održana kao zamjena za VN Brazila

## Poredak za vozače
Sustav bodovanja
Bodove osvaja prvih 15 vozača u utrci. U ukupnim bodvima za poredak su brisana dva najlošija rezultata.
| pozicija u utrci | 1. | 2. | 3. | 4. | 5. | 6. | 7. | 8. | 9. | 10. | 11. | 12. | 13. | 14. | 15. |
| bodovi           | 20 | 17 | 15 | 13 | 11 | 10 | 9  | 8  | 7  | 6   | 5   | 4   | 3   | 2   | 1   |

| mj. | vozač                | konstruktor         | bm                     | momčad (tim)                                         | motocikl                                 | bodova u poretku | (ukupno bodova) |
| --- | -------------------- | ------------------- | ---------------------- | ---------------------------------------------------- | ---------------------------------------- | ---------------- | --------------- |
| 1.  | Wayne Rainey         | Yamaha              | 1                      | Marlboro Team Roberts                                | Yamaha YZR500 (OWD3)                     | 233              | (240)           |
| 2.  | Michael Doohan       | Honda               | 3                      | Rothmans Honda                                       | Honda NSR500                             | 224              | (239)           |
| 3.  | Kevin Schwantz       | Suzuki              | 34                     | Team Lucky Strike Suzuki                             | Suzuki RGV Γ 500                         | 204              |                 |
| 4.  | John Kocinski        | Yamaha              | 19                     | Marlboro Team Roberts                                | Yamaha YZR500 (OWD3)                     | 161              |                 |
| 5.  | Wayne Gardner        | Honda               | 5                      | Rothmans Honda                                       | Honda NSR500                             | 161              | (167)           |
| 6.  | Eddie Lawson         | Cagiva              | 7                      | Cagiva Corse                                         | Cagiva GP500 C591                        | 126              |                 |
| 7.  | Juan Garriga         | Yamaha              | 6                      | Ducados Yamaha                                       | Yamaha YZR500 (OWD3)                     | 121              | (125)           |
| 8.  | Didier de Radiguès   | Suzuki              | 27                     | Team Lucky Strike Suzuki                             | Suzuki RGV Γ 500                         | 105              | (107)           |
| 9.  | Doug Chandler        | Yamaha              | 21                     | Team Roberts Yamaha Castrol                          | Yamaha YZR500 (OWD3)                     | 85               |                 |
| 10. | Jean-Philippe Ruggia | Yamaha              | 8                      | Yamaha Sonauto Mobil 1                               | Yamaha YZR500 (OWD3)                     | 78               |                 |
| 11. | Adrien Morillas      | Yamaha              | 20                     | Yamaha Sonauto Mobil 1                               | Yamaha YZR500 (OWD3)                     | 71               |                 |
| 12. | Eddie Laycock        | Yamaha              | 17                     | Millar Racing                                        | Yamaha YZR500 '90                        | 57               |                 |
| 13. | Alex Barros          | Cagiva              | 12                     | Cagiva Corse                                         | Cagiva GP500 C591                        | 46               |                 |
| 14. | Sito Pons            | Honda               | 10                     | Campsa Honda                                         | Honda NSR500                             | 40               |                 |
| 15. | Cees Doorakkers      | Honda               | 16                     | HEK-Bauwmachines                                     | Honda RS500                              | 40               |                 |
| 16. | Marco Papa           | Honda Cagiva        | 11 / 18                | Moto Club Milano - Team Papa Cagiva Corse            | Honda RS500 Cagiva GP500 C591            | 36               |                 |
| 17. | Niall Mackenzie      | Yamaha              | 4                      | Castrol Yamaha - Team Roberts Yamaha Sonauto Mobil 1 | Yamaha YZR500                            | 34               |                 |
| 18. | Michael Rudroff      | Honda               | 32 / 35 / 39           | R.S. Rallye Sport                                    | Honda RS500                              | 36               |                 |
| 19. | Kevin Magee          | Suzuki Japan        | 9                      | Team Lucky Strike Suzuki Team Roberts Yamaha         | Suzuki RGV Γ 500 Yamaha YZR500           | 19               |                 |
| 20. | Hans Becker          | Yamaha              | 35 / 36 / 37 / 38      | Romero Racing Team                                   | Yamaha TZ 358 Yamaha YZR500              | 13               |                 |
| 21. | Ken'ichirō Iwahashi  | Honda               | 41                     | Ajinomoto                                            | Honda NSR500                             | 7                |                 |
| 22. | Simon Buckmaster     | Suzuki Honda        | 36 / 37 / 39           | Padgett's Racing Team                                | Suzuki RGV 500 Suzuki RG 500 Honda RS500 | 6                |                 |
| 23. | Richard Oliver       | Yamaha              | 97                     | Marlboro Team Roberts                                | Yamaha YZR500 '90                        | 5                |                 |
| 24. | Niggi Schmassman     | Honda               | 13                     | Technotron                                           | Honda RS500                              | 5                |                 |
| 25. | Robbie Petersen      | Yamaha              | 46                     | Marlboro Team Roberts                                | Yamaha YZR500 '90                        | 4                |                 |
| 25. | Ron Haslam           | Norton              | 15                     | Norton - JPS Racing                                  | Norton RCW588                            | 4                |                 |
| 27. | Josef Doppler        | Yamaha Honda        | 33 / 35 / 36 / 37 / 38 | Doppler Racing                                       | Yamaha YZR500 Honda RS500                | 4                |                 |
| 28. | Romolo Balbi         | Honda               | 31 36                  |                                                      | Honda RS500                              | 3                |                 |
| 29. | Andreas Leuthe       | Suzuki Leuthe Honda | 23                     | Librenti Corse                                       | Suzuki RG 500 Leuthe V4 Honda RS500      | 3                |                 |
| 30. | Peter Goddard        | Yamaha              | 46                     | Hayashi                                              | Yamaha YZR500                            | 1                |                 |
| 30. | Steve Spray          | Roton               | 31                     | Roton                                                | Roton RGP-588                            | 1                |                 |

 u ljestvici vozači koji su osvojili bodove u prvenstvu 

## Poredak za konstruktore
Sustav bodovanja
Bodove za proizvođača osvaja najbolje plasirani motocikl proizvođača među prvih 15 u utrci. U ukupnim bodvima za poredak su brisana dva najlošija rezultata. 
| pozicija u utrci | 1. | 2. | 3. | 4. | 5. | 6. | 7. | 8. | 9. | 10. | 11. | 12. | 13. | 14. | 15. |
| bodovi           | 20 | 17 | 15 | 13 | 11 | 10 | 9  | 8  | 7  | 6   | 5   | 4   | 3   | 2   | 1   |

Yamaha prvak u poretku konstruktora.
| mj. | konstruktor | bodova u poretku | (ukupno bodova) |
| --- | ----------- | ---------------- | --------------- |
| 1.  | Yamaha      | 242              | (272)           |
| 2.  | Honda       | 226              | (256)           |
| 3.  | Suzuki      | 204              | (220)           |
| 4.  | Cagiva      | 130              |                 |
| 5.  | Norton      | 4                |                 |
| 6.  | Roton       | 1                |                 |

 u ljestvici konstruktori koji su osvojili bodove u prvenstvu 

## Vanjske poveznice
- (engl.) motogp.com
- (fr.) racingmemo.free.fr, LES CHAMPIONNATS DU MONDE DE VITESSE MOTO
- (engl.) motorsportstats.com, MotoGP
- (fr.) pilotegpmoto.com
- (nizoz.) jumpingjack.nl, Alle Grand-Prix uitslagen en bijzonderheden, van 1973 (het jaar dat Jack begon met racen) tot heden.
- (engl.) motorsport-archive.com, World 500ccm Championship :: Overview wayback arhiva
- (engl.) the-sports.org, Moto - Moto GP - Prize list
- (engl.) motorsportmagazine.com, World Motorcycle Championship / MotoGP
- (engl.) motorsporttop20.com, Motorcycle Championships
- (engl.) progcovers.com, Motor Racing Programme Covers / FIM Grand Prix World Championship Programmes / 500cc Class / MotoGP, wayback arhiva
- (engl.) en.wikipedia.org, 1991 Grand Prix motorcycle racing season
- (tal.) it.wikipedia.org, Motomondiale 1991
- (tal.) it.wikipedia.org, Risultati del motomondiale 1991